# Physoconops
Physoconops es un género de moscas de la familia Conopidae.
Parasitan a otros insectos, abejas. Hay alrededor de 13 especies descritas en el género.

## Especies
- Physoconops analis (Fabricius, 1805)
- Physoconops brachyrhynchus (Macquart, 1843)
- Physoconops bulbirostris (Loew, 1853)
- Physoconops discalis (Williston, 1892)
- Physoconops excisus (Wiedemann, 1830)
- Physoconops floridanus Camras, 1955
- Physoconops fronto (Williston, 1885)
- Physoconops gracilis (Williston, 1885)
- Physoconops nigrimanus (Bigot, 1887)
- Physoconops obscuripennis (Williston, 1882)
- Physoconops sylvosus (Williston, 1882)
- Physoconops townsendi Camras, 1955
- Physoconops weemsi Camras, 2007